# 解姓
解姓是一個漢字姓氏，在《百家姓》中排名第174位，在現代是極罕見姓氏。《中国人名大辞典》收录解氏32例。

## 起源
解出自姬姓，周朝貴族良的封地在解（今山西解縣），他的子孫以地名為姓，稱解氏。此外，解縣本是古地名，春秋時屬晉國，當地居民因地為姓，也多姓解。另有複姓「解毗」（解批）改為單姓「解」。解姓望居平陽、雁門二郡（今山西臨汾和代縣）。

而解姓也分佈在台灣苗栗後龍一帶，為已漢化的道卡斯族。